# جامعة إيجة
جامعة إيجة (Ege Universitesi). تقع جامعة إيجه في محافظة إزمير في تركيا. تأسست عام 1955 وهي جامعة حكومية عدد طلابها: 42489 طالب وطالبة.
لغات التدريس بالجامعة: اللغة التركية واللغة الإنكليزية.

## التاريخ
بحلول عام 1982 ، كانت جامعة إجي واحدة من أكبر الجامعات في تركيا حيث تضم 17 كلية و 9 مدارس من المدارس الإعدادية و 8 معاهد. في نفس العام، تم فصل جزء من الجامعة إلى جامعة جديدة، جامعة 9 أيلول ( جامعة دوكوز إيلول ). بعد التقسيم، أصبح لجامعة إجي 7 كليات، و 3 مدارس من المدارس الإعدادية وحوالي 9000 طالب. وهي تتألف حاليًا من 15 كلية، و 6 مدارس من المدارس الإعدادية (مع 4 سنوات من المناهج الدراسية) ، و 10 مدارس تدريب مهني (مع سنتين من المناهج الدراسية) ، و 9 معاهد و 36 مركزًا للبحث.

## الوحدات الجامعية

### الكليات
- كلية الأسنان
- كلية الصيدلة
- كلية الآداب
- كلية التربية
- كلية العلوم
- كلية الاقتصاد والعلوم الإدارية
- كلية الاتصالات
- كلية الهندسة
- كلية الثروة السمكية
- كلية الطب
- كلية التمريض
- كلية الزراعة

### المعاهد
- كلية الدراسات العليا في العلوم الطبيعية والتطبيقية
- معهد الطاقة الشمسية
- معهد تعاطي المخدرات، والسموم وعلوم الصيدلة
- معهد العلوم النووية
- معهد العلوم الصحية
- معهد العلوم الاجتماعية
- معهد دراسات العالم التركية
- المعهد الدولي للكمبيوتر

## الحرم الجامعي
يقع الحرم الجامعيعلى مساحة 370 هكتار. يغطي الحرم الجامعي مجموعة واسعة من المرافق بما في ذلك الثقافة والرياضة والخدمات الاجتماعية. تتوفر مواقف السيارات والطرق ولافتات مرورية في جميع الأنحاء.يمكن الاتصال من الحرم الجامعي إلى ما بين المدن والوطني والدولي لتوفر الخطوط الهاتفية وشبكة الكمبيوتر.
نظرًا لأن الحرم الجامعي يقع على مفترق طرق أنقرة وإسطنبول وإزمير، فإن النقل بين المدن سريع جدًا. بصرف النظر عن هذا، فإن وسائل النقل بين المدن التي توفرها الحافلات البلدية والخدمات تحت الأرض تمكن الطلاب من الوصول إلى الحرم الجامعي من كل جزء من المدينة. تقوم المديرية العامة للاعتمادات والمساكن بإدارة المهاجع، والتي توفر تسهيلات لـ 6000 طالب في الحرم الجامعي.

## حياة الطالب وثقافته

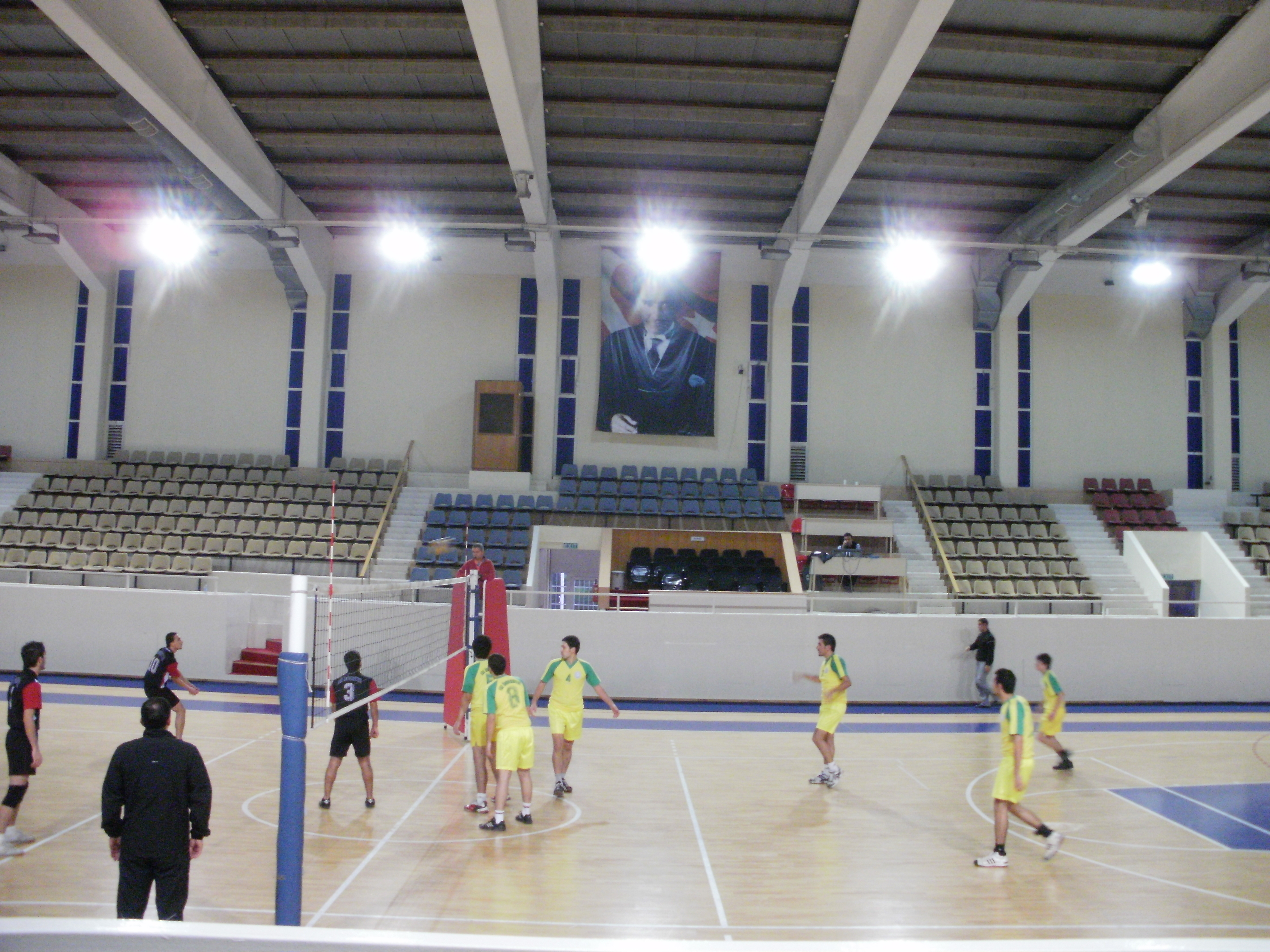
بطولة الكرة الطائرة بين الكليات (قاعة الجامعة الرياضية)

توفر جامعة إيجة فرصًا للتطوير الشخصي والثقافي والاجتماعي والمهني التي تكمل الحياة الأكاديمية المعقدة والصعبة.
تقام هذه الفعاليات في قاعة الثقافة والفنون التي تم تجديدها حديثًا مع تجهيزات لـ 330 مشاهد، والمدرج مع تجهيزات لـ 5000 مشاهد، ومركز أتاتورك الثقافي (مع قاعتين مع تجهيزات على التوالي لـ 654 و 628 مشاهد، و 4 غرف للندوات مع تجهيزات لـ 45 مشاهد وقاعة مسرح و 8 قاعات عمل مع تجهيزات لـ 12 مشاهد ومعرض معارض يتسع لـ 800 ضيف) وقاعات مؤتمرات للكليات والمدارس.
في بداية كل عام دراسي وخلال عطلة نهاية الأسبوع، يتم تنظيم الحفلات لإمتاع الطلاب كتغيير للوتيرة من الروتين الأكاديمي. يتم تنظيم الرحلات إلى المواقع التاريخية والسياحية كتغيير في السرعة من الروتين الأكاديمي اليومي.
تم إنشاء معرض الفنون في مارس 1997 ، ويوفر مكانًا مناسبًا للمعارض. بهذه الطريقة، تتاح الفرصة للطلاب والأكاديميين والإداريين لمتابعة الأنشطة الثقافية في الحرم الجامعي. تم إنشاء استوديوهات الفن لتنظيم دورات الفنون الجميلة للطلاب.
يوجد 45 نادي طلابي ينشطون في مجالات متنوعة. الإدارة العامة للصحة والثقافة والرياضة تنظم أنشطة هذه الأندية الطلابية.
أحد الأنشطة الاجتماعية والثقافية المفضلة في جامعة إيجه هو مهرجان الرياضة والفنون التقليدي: يتم تنظيمه كل عام خلال شهر مايو. تقام الحفلات الموسيقية والألعاب الرياضية والعروض السينمائية والمسرحية وحفلات البيع والترويج والمؤتمرات والندوات والاجتماعات العلمية وعروض الأزياء والمسابقات. كما تشارك مجموعات طلابية من جامعات تركية أخرى ومن دول أجنبية.
يوجد معسكر للطلاب في أوزدرى بسعة 200 سرير. هناك 10 فترات في العطلة الصيفية يمكن خلالها للطلاب والموظفين الأكاديميين والإداريين الاستفادة من المخيم. يتم تنظيم الأنشطة والترفيه لتوفير جو مريح وغير رسمي.
تم الانتهاء من بناء مساكن الطلبة الخاصة الجديدة داخل الحرم الجامعي بسعة 2000 طالب. يساعد قسم الخدمات الاستشارية والاستشارية أيضًا على توفير السكن.

## وصلات خارجية

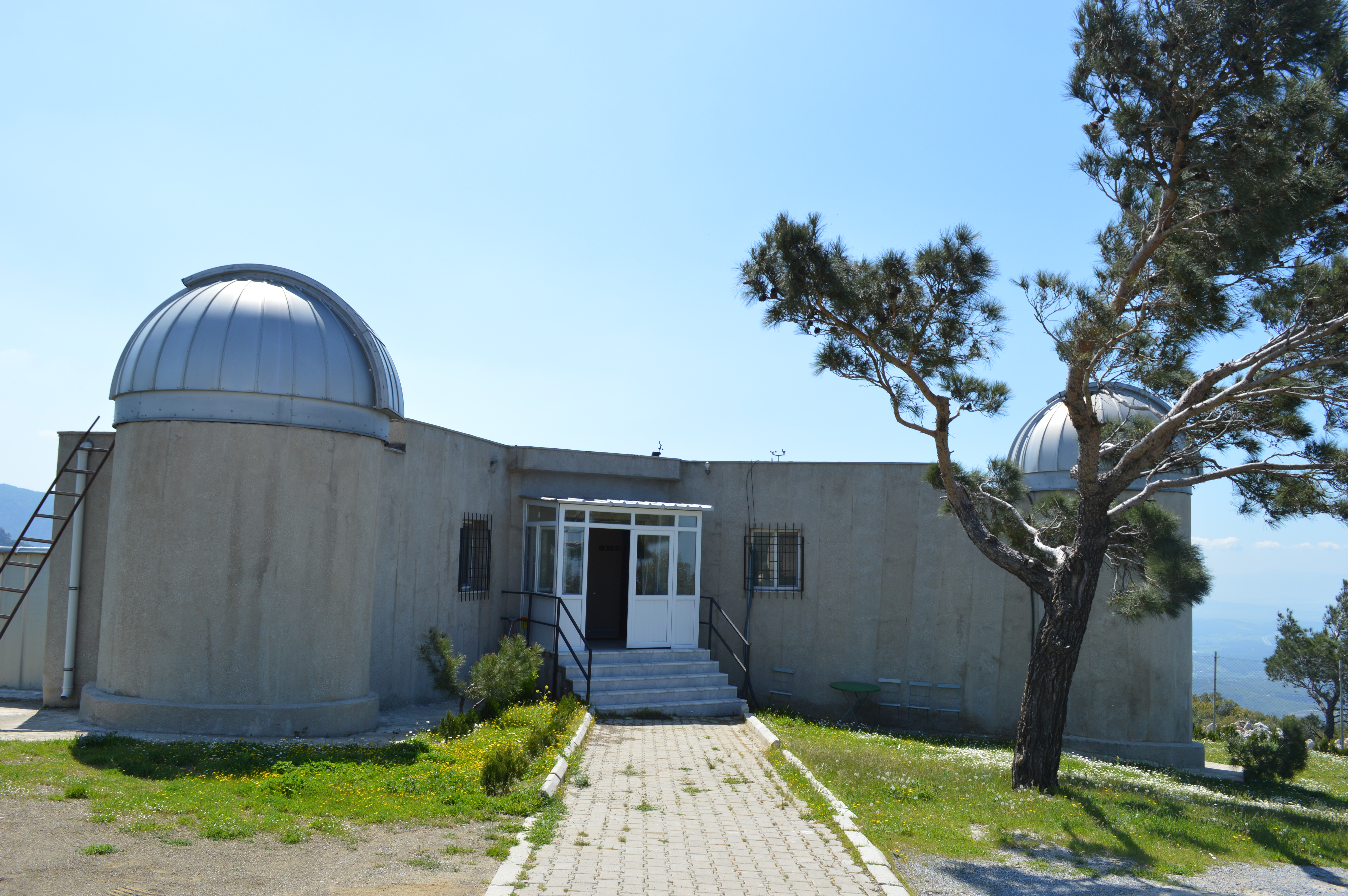
قباب مزودة بتليسكوبات في مرصد جامعة إيجة.

- جامعة إيجة (الموقع الرسمي) (بالإنجليزية) (بالتركية)
- Ege University Information Package/Course Catalogue
- European Business and Innovation Center - EBIC Ege (بالإنجليزية) (بالتركية)
- Study in Izmir
- مكتبة جامعة إيجة
- خارطة الحرم الجامعي لجامعة إيجة